# Preignan
Preignan is een gemeente in het Franse departement Gers (regio Occitanie). De plaats maakt deel uit van het arrondissement Auch. Preignan telde op 1 januari 2022 1.217 inwoners.

## Geografie
De oppervlakte van Preignan bedroeg op 1 januari 2022 10,67 vierkante kilometer; de bevolkingsdichtheid was toen 114,1 inwoners per km².

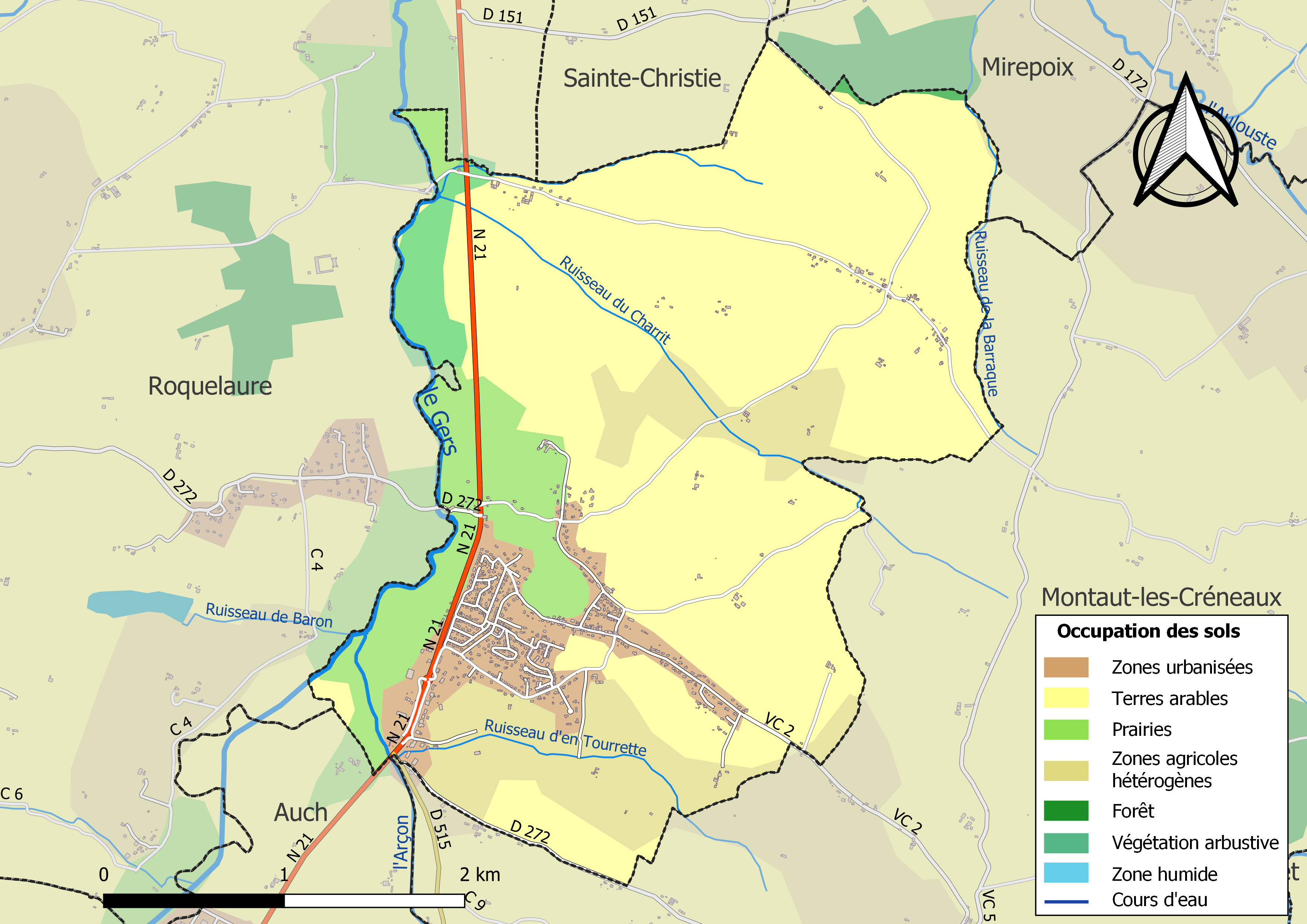
Kaart van de gemeente met belangrijkste infrastructuur, bodemgebruik en omliggende gemeenten

## Demografie
Onderstaande figuur toont het verloop van het inwonertal (bron: INSEE-tellingen).